# كاميلي كليفورد
كاميلي كليفورد هي عارضة وممثلة بلجيكية، ولدت في 29 يونيو 1885 في أنتويرب في بلجيكا، وتوفيت في 28 يونيو 1971.